# Njoumbeng I
Njoumbeng I est un village de la Région du Littoral au Cameroun, situé dans la commune de Manjo, sur le site Communes et villes unies du Cameroun (CVUC).

## Population et développement
En 1967, la population de Njoumbeng I était de 756 habitants, essentiellement des Manehas et des Bamiléké. Elle était de 129 lors du recensement de 2005.